# Bulletin de versement
Pour les articles homonymes, voir BVR.

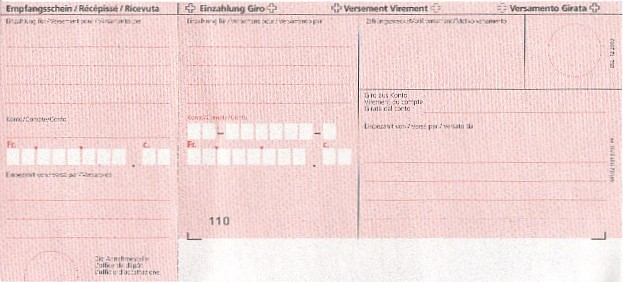
Bulletin de versement rouge (BV) vierge

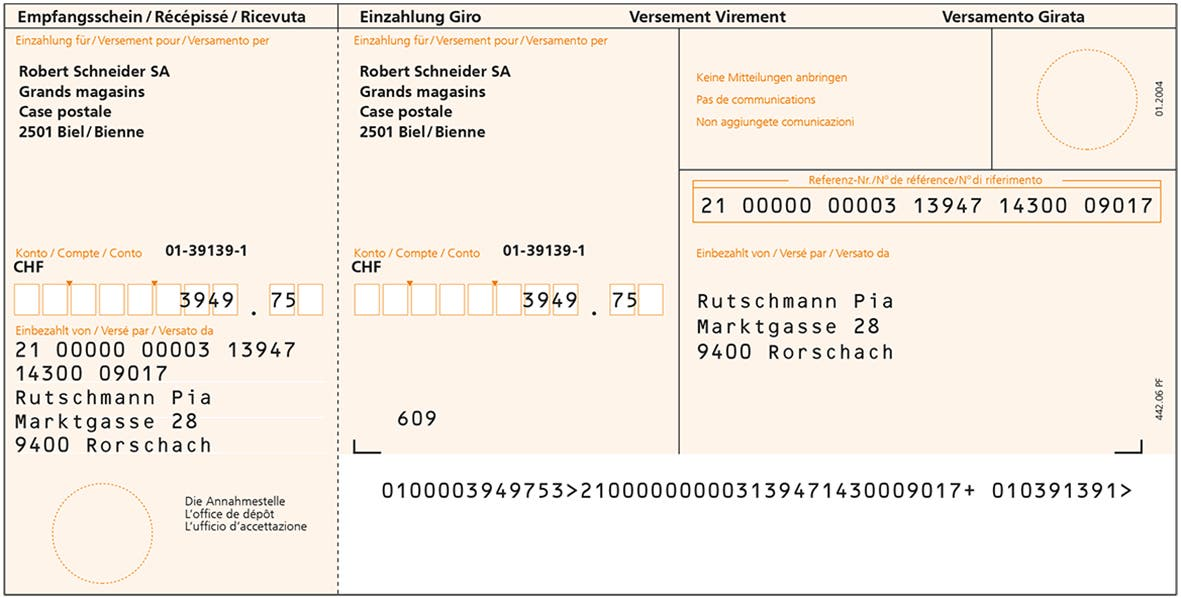
Bulletin de versement avec numéro de référence (BVR)

Un bulletin de versement est un moyen de paiement proposé par Postfinance et utilisé en Suisse pour les paiements. La majorité des factures émises dans le pays sont accompagnées d'un tel bulletin.
Plusieurs types de bulletins de versement existent (sept au total). Le bulletin de versement rouge (ou bulletin de versement, communément appelé et abrégé BV) permet d'effectuer un versement directement sur le compte d'un destinataire ; il est souvent rempli à la main.
Le bulletin de versement orange (ou bulletin de versement avec numéro de référence, communément appelé et abrégé BVR), est un type de bulletin de versement pré-rempli par l'émetteur de la facture. Au moment du paiement, seuls le montant et un numéro de référence sont transmis aux destinataires, permettant un traitement automatisé de la réception du paiement.

## Historique
Entre 1906 et 1986, des bulletins de versement verts à trois volets sont utilisés par les PTT. Le 1er janvier 1986, ceux-ci sont remplacés par un bulletin vert à deux volets commun émis par la poste et les banques, et les anciens bulletins perdent leur validité à la fin de l'année 1988. À partir de 1998, un bulletin rouge remplace le bulletin vert, lui permettant d'être scanné.
À partir de 1971, le système de bulletin de versement bleu avec numéro de référence est mis en place, permettant un traitement automatisé des paiements. Ces bulletins sont ensuite remplacés par des bulletins de couleur orange.
Depuis le 30 juin 2020, un nouveau moyen de paiement a été introduit en Suisse, la QR-facture suisse. Après une période de transition qui durera jusqu'au 30 septembre 2022, elle remplacera les divers bulletins de versements en usage avant cette date.

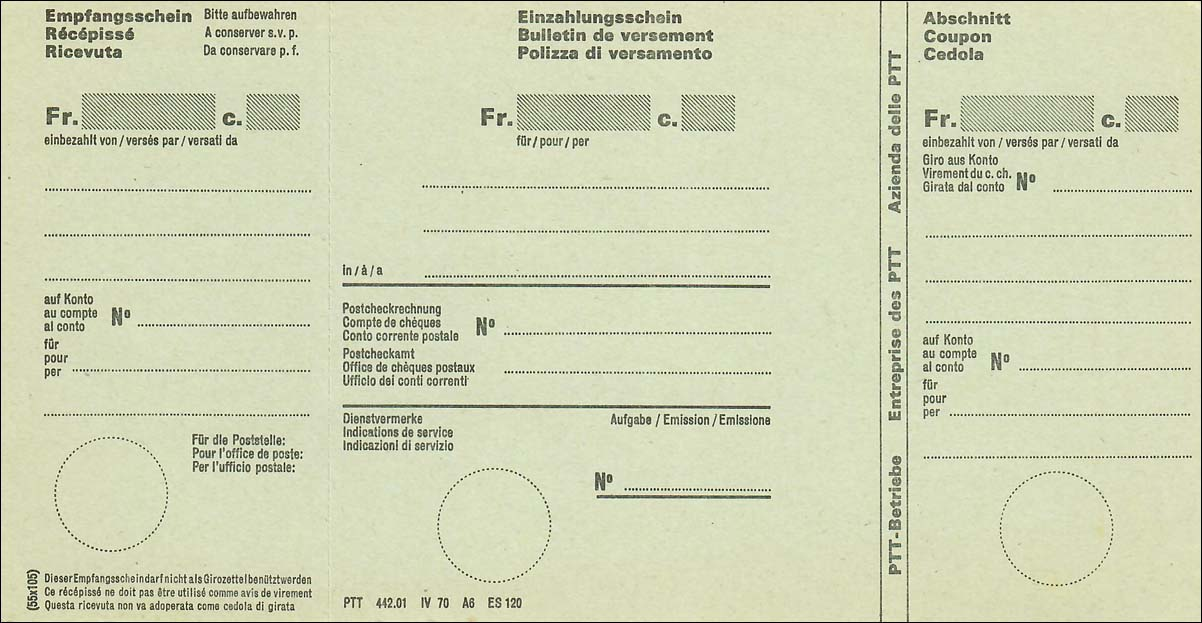
Bulletin de versement vert à trois volets, de 1906 à 1986
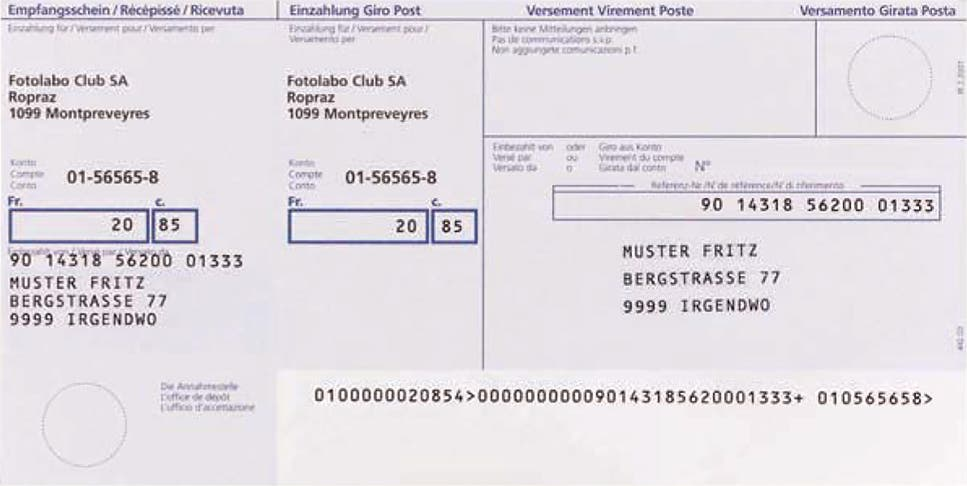
BVR bleu, depuis 1971

## Description
Quel que soit le type de bulletin de versement, il est composé de deux volets détachables; le récépissé (généralement placé à gauche du document) est tamponné comme preuve de paiement en cas de dépôt auprès d'un guichet postal, alors que l'autre partie est scannée pour transmission au destinataire du montant payé.
Tous les bulletins de versement possèdent une ligne blanche en bas de la partie droite. Celle-ci contient des informations de référence pour le paiement (compte destinataire, montant, etc) écrites avec la police de caractères OCR-B et lisibles automatiquement. Dans le cas d'un bulletin de versement rouge vierge, cette zone est vide.

## Le bulletin de versement (bulletin rouge)
Le bulletin de versement rouge (ou bulletin de versement sans numéro de référence, communément appelé et abrégé BV) est un type de bulletin utilisé en Suisse pour les paiements.

## Le bulletin de versement avec numéro de référence (bulletin orange)
Le bulletin de versement orange (ou bulletin de versement avec numéro de référence, communément appelé et abrégé BVR) est un type de bulletin utilisé en Suisse pour les paiements.

## Le livret de récépissés
Pour les personnes payant leurs factures au guichet postal et ne désirant pas conserver séparément le volet « récépissé » de chaque bulletin de versement, la Poste vend un carnet de récépissés dans lequel chaque paiement peut être reporté et attesté par un tampon de la poste.
Surnommé "livret jaune", cet objet emblématique existe depuis 1910. En 2010, il s'en vendait 341'297 exemplaires par année. Ce nombre est passé à 164'760 en 2019, en raison de la tendance à effectuer les paiements de factures en ligne plutôt qu'au guichet de la poste.

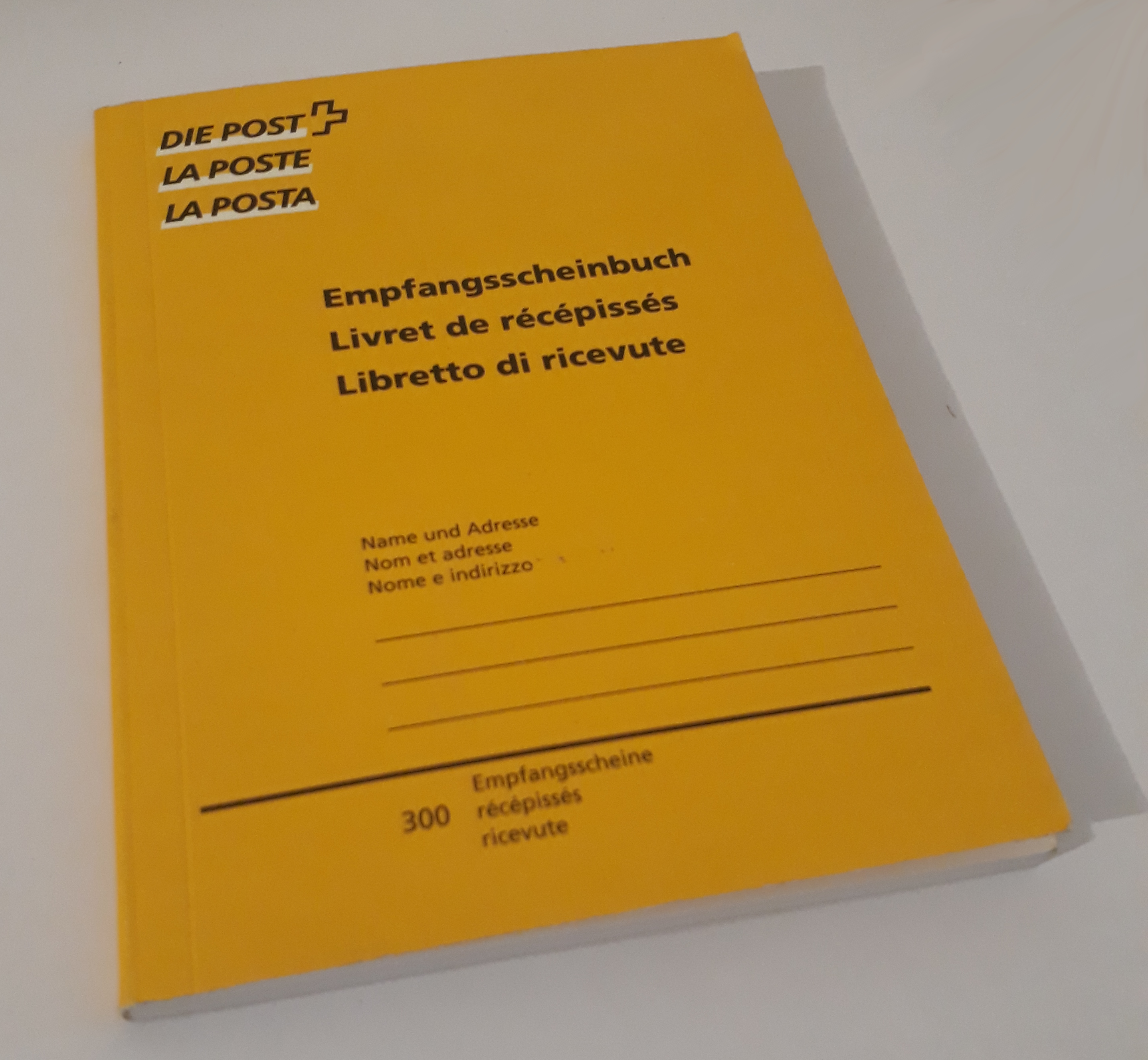
Livret de récépissés de la Poste suisse
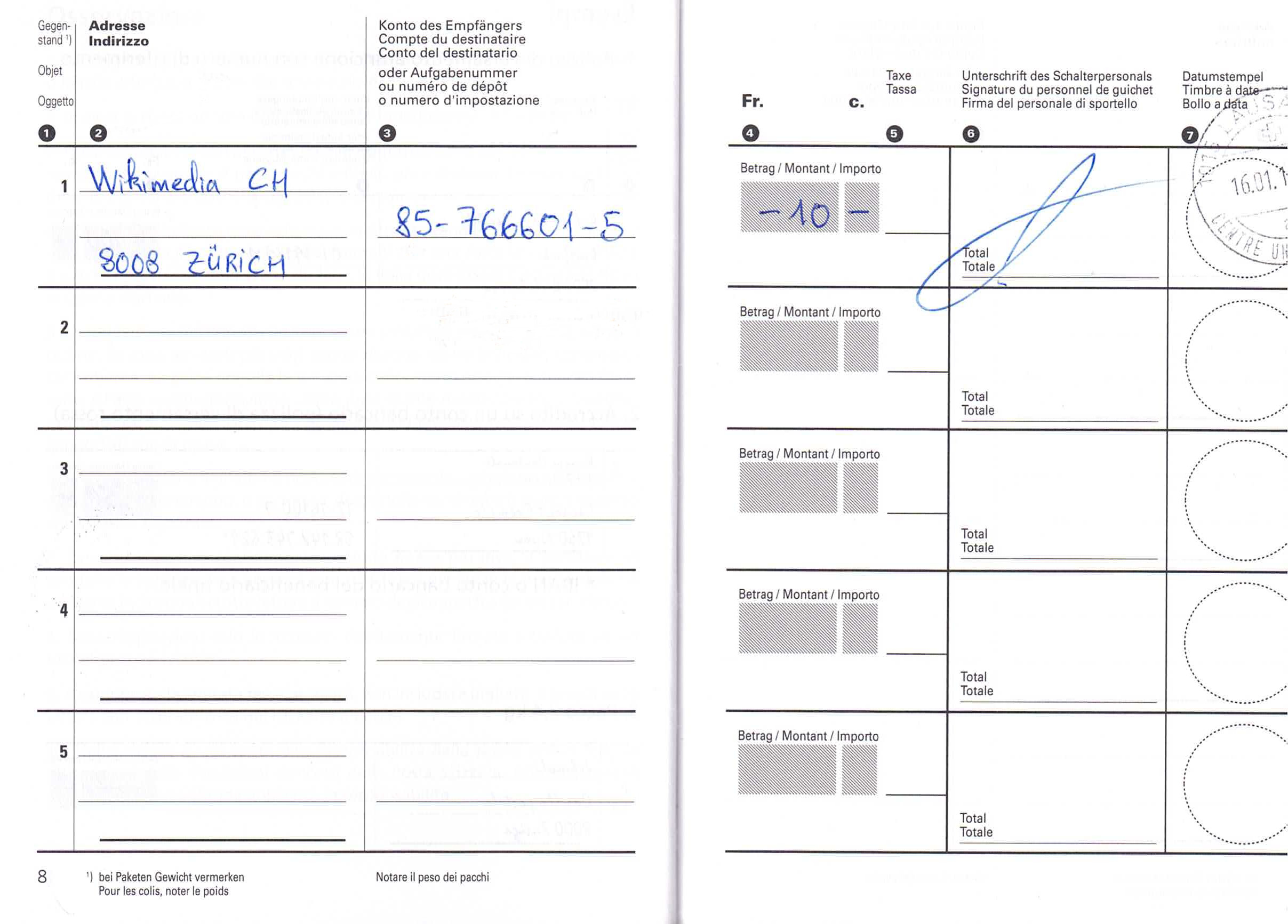
Page intérieure du livret de récépissés de la Poste suisse, avec un paiement indiqué